# أنقليس ثعباني مبقع
أنقليس ثعباني مبقع (الاسم العلمي: Callechelys muraena) هو نوع من الأنقليس، يتبع فصيلة الأنقليس الثعباني.